# Peter Racine Fricker
Peter Racine Fricker (Ealing, Londres (Anglaterra), 5 de setembre, 1920 - Santa Barbara (Califòrnia), 1 de febrer, 1990), va ser un compositor anglès, un dels primers a establir la seva carrera completament després de la Segona Guerra Mundial. Va viure als Estats Units durant els darrers trenta anys de la seva vida. Fricker va escriure més de 160 obres en tots els gèneres principals excepte l'òpera. Era descendent del dramaturg francès Racine.

## Inicis de la seva carrera
Fricker va néixer a  i va estudiar composició amb R. O. Morris, orgue amb Ernest Bullock i piano amb Henry Wilson al Royal College of Music. Després de servir a la Royal Air Force durant la Segona Guerra Mundial, Fricker va emprendre un període d'estudi amb Mátyás Seiber al Morley College. Durant la guerra va servir a la Royal Air Force com a operador de ràdio i el 1943 es va casar amb (Audrey) Helen Clench, una pianista txeca que havia estat amb ell al RCM. Després de la guerra, Fricker va esdevenir professor de composició al RCM, i el 1952 va esdevenir director de música al Morley College, on va succeir Michael Tippett.

## Música
El seu Quintet de vent (1947) va atreure una àmplia atenció, i el seu Primer Quartet de corda (1947) i la Primera Simfonia (1949) també van ser ben rebudes. Van seguir quatre simfonies més (1951, 1960, 1966, 1976), que es troben entre les seves obres més apreciades. Altres obres inclouen Paseo per a guitarra (1969), Simfonia in Memoriam Benjamin Britten (1977), dos concerts per a violí (1950, 1954), obres corals i de cambra (inclosa la Sonata per a violoncel i piano de 1956, enregistrada vint anys més tard per a L'Oiseau Lyre per Julian Lloyd Webber i John McCabe) i obres per a piano i orgue.
El 1952, el seu Concertante per a tres pianos, corda i percussió va ser interpretat pel duet de pianos bessons idèntics Mary i Geraldine Peppin amb la pianista addicional Kyla Greenbaum. La seva Sonata per a trompa, op. 24, va ser estrenada per Dennis Brain i el pianista Harry Isaacs al Conway Hall el 20 de març de 1955.
Estilísticament, la seva música era significativament diferent de l'escola anglesa dominant de mitjans del segle XX; en comptes de seguir la tradició lírica i influenciada per la cançó popular de Holst, Vaughan Williams i altres, va escriure música cromàtica, contrapuntística i mordaç, més semblant a Schönberg, Bartók i Hindemith que a qualsevol dels seus contemporanis anglesos. A diferència de Schoenberg, però, mai va abandonar la tonalitat del tot, preferint treballar en un idioma dissonant que conservava una base tonal, una posició considerada conservadora en l'entorn musical dels anys cinquanta i seixanta.

## Carrera posterior
Fricker va esdevenir professor visitant de música a la Universitat de Califòrnia, Santa Barbara, el 1964 i es va traslladar amb la seva dona a Goleta, Santa Barbara, l'any següent. Sis anys més tard, va ocupar un lloc permanent en aquesta universitat; va esdevenir president del Departament de Música el 1970 i va ser nomenat "professor de recerca de la facultat" el 1979, el màxim honor acadèmic que la universitat atorga al seu professorat. No obstant això, va mantenir vincles amb el Regne Unit i Europa a través de la Societat Internacional de Música Contemporània i el Gremi de Compositors de Gran Bretanya. De 1984 a 1986 va ser president del Festival Internacional de Música i Literatura de Cheltenham a Anglaterra. Va continuar component obres a gran escala, incloent-hi les seves simfonies Quarta i Cinquena, l'oratori Whispers at these Curtains op. 88 (1984) amb música de John Donne, i el Concert per a orquestra, compost per al festival de 1986. La seva última obra orquestral, With Joyance (1989), va ser escrita per a l'Orquestra Simfònica de Santa Barbara, per a la qual havia esdevingut compositor resident. Però Fricker va morir l'any següent, d'un càncer de gola, a Santa Barbara, Califòrnia, Estats Units, als 69 anys.

## Obres
- Oratori, La visió del judici (1958)
- Simfonia núm. 1 (1949)
- Simfonia núm. 2 (1951)
- Simfonia núm. 3 (1960)
- Simfonia núm. 4 (1966)
- Simfonia núm. 5 (1976)
- Concert per a orquestra (1986)
- Concert núm. 1 per a violí i petita orquestra (1950)
- Concertant per a Cor anglès i cordes (1950)
- Concertant núm. 2 per a tres pianos, cordes i timbals (1951)
- Concert per a viola i orquestra (1953)
- Concert per a piano i petita orquestra (1954)
- Concert núm. 2 per a violí i orquestra (Rapsodia Concertante) (1954)
- Concert núm. 2 per a piano i orquestra (1989)
- Quartet de corda núm. 1 (1948)
- Quartet de corda núm. 2 (1953)
- Quartet de corda núm. 3 (1976)
- Sonata per a violí núm. 1 (1950)
- Sonata per a violí núm. 2 (1987)

[Llista parcial i catàleg complet es poden trobar en línia a la Biblioteca de la Universitat de Califòrnia, Santa Barbara]

## Discografia
- Simfonia núm. 2 (amb Robert Simpson Simfonia núm. 1 / Robin Orr Simfonia en un moviment). Royal Liverpool Philharmonic Orchestra / Sir John Pritchard, EMI Classics, novembre de 2002 (reedició de 2 LP, el primer acoblant les sonates per a violí de Fricker i Simpson). Susanne Stanzeleit (violí) / Julian Jacobson (piano) Cala Records, setembre de 2000
- A Babe is Born (peça coral) a "Hodie: An English Christmas Collection". The Sixteen / Harry Christophers Coro Records Octubre de 2001
- Sonata per a violoncel (Julian Lloyd Webber i John McCabe, Lyrita, febrer de 2009 – reedició d'un LP de l'Oiseau Lyre de 1977)
- O Mistress Mine, per a veu amb acompanyament de guitarra, Sir Peter Pears, Julian Bream, RCA Victor (1996)
- Concert per a violí, Op.11, F28 (1949–50) (Yfrah Neaman, violí; Norman Del Mar dirigint la Royal Philharmonic Orchestra) (reedició Lyrita de 2008 d'un LP Argo de 1974)
- "The Vision of Judgement" (Manning/Tear/Groves/Royal Liverpool Philharmonic Orchestra/Leeds Festival Chorus) i Simfonia núm. 5 (Weir/Davis/BBC Symphony Orquestra) – Lyrita, 2016.

A continuació, també es mostra una llista selectiva dels següents enregistraments, que ja no estan disponibles, o si més no, encara no s'han reeditat.
- Quartet de corda núm. 2, op. 20, F 46 (1952–53) (Amadeus Quartet, Argo LP, ca. 1963, juntament amb el 2n quartet de corda de Benjamin Britten.) (OCLC 26881426)
- Simfonia núm. 5 amb orgue, op. 74, F 153 (1976) (probablement Gillian Weir/Sir Colin Davis/BBC Symphony, que va ser l'estrena del 5 de maig de 1976;[13] en un LP Aries, amb la llista d'intèrprets normalment substituïda, tot i que el director es dóna com a "Ernest Weir".) OCLC 7804255
- Quintet de vent, op. 5, F 11 (1947) (enregistrat a Argo, 1962, pel Brain Quintet – anomenat així per Dennis Brain)